# Brandes (Familie)
Brandes ist der Name eines Helmstedter Patriziergeschlechts, welches sich insbesondere um die Julius-Universität verdient gemacht hat.

## Familiengeschichte
Die Familie Brandes stammt aus Schöningen. Ihre Lehnbriefe reichen bis 1399 zurück. In Helmstedt treten sie als Patrizier und Großkaufleute sowie Fernhändler in Erscheinung. Gemäß dem Helmstedter Bürgerbuch und der ältesten Musterungsrolle sind sie hier wenigstens seit 1495 nachweisbar, und zwar mit Henrik/Heinrich Brandes, der 1502 auch als Bürgermeister bezeichnet wird. Andere Familienmitglieder bekleideten die Ämter von Ratsherren: Kämmerer, ein „Ziegelherr“, Stadtschreiber, Vögte, „Torherren“. Einige dienen als Rottenführer im Aufgebot der Bürgerschaft. Ihrer Profession nach waren Mitglieder der Familie Brandes häufig Kramer sowie Kaufherren. Sie besaßen „Wantläden“ und waren vornehme Gewandschneider. Auch höhere Geistliche (Kanoniker) finden sich unter ihnen (Schaper, Bürgerb.). Aus Gründen der Risikostreuung betätigten sie sich – in großem Maßstab – in einem breitgefächerten wirtschaftlichen Engagement, etwa im Woll- und Tuchhandel, Gewandschnitt, Bierbrauerei, als Wechsler (Bankier) und mit dem Handel der landwirtschaftlichen Erträge ihres reichen Lehensbesitzes. Zu ihren Lehen zählten mehrere von Landesfürsten. Darunter waren Lehen der Herzöge von Braunschweig und Lüneburg, der Erzbischöfe von Magdeburg sowie der Bischöfe von Halberstadt und Hildesheim.

## Namhafte Vertreter

### Ludegke Brandes d. Ä.
Ludegke (Ludegke/Lüddecke/Ludwig) Brandes der Ältere (* 1500–28. November 1590), Ludeckes Sohn. 
Bei städtischen Aristokraten war es üblich, sich in eine möglichst vornehme Gilde der Stadt einzukaufen, um von hier aus leichteren Zugang zu einem der begehrten Ratsämter zu erlangen. Die besten Voraussetzungen bot dazu die Gilde der „Wantschneider“ (Gewandschneider/Tuchhandel). Ludegke Brandes d. Ä. befand sich im Besitz des städtischen „Wantladens“ unter dem Rathaus.

### Hermann Brandes
Hermann Brandes (* - gest. auf Reisen in Dresden 1661)
Sohn des Ludegke Brandes des Älteren. Er erbte den Wantladen seines Vaters und hatte das Amt des Helmstedter Stadtvogtes inne.

## Buchhändler, Verleger und Mäzene der Universität
Die 1576 gegründete Julius-Universität wurde rasch zur drittgrößten Hochschule im Reich. Sie war für längere Zeit der einzigen Standort einer Universität im heutigen Niedersachsen. Die Universität stand anfänglich unter der Jurisdiktion der privilegierten „Akademischen Buchhändler“. Der Rat der Stadt bemühte sich, die Universität unter seine Oberhoheit zu bekommen. Dazu wurde die städtische Buchhandels-Sozietät mit Hilfe von kapitalkräftigen Mitgliedern alter heimischer Rats- und Patrizierfamilien gegründet. Unter den Patrizierfamilien befanden sich der Bürgermeister Ludegke Brandes, Heinrich Bühring und Ludegke Brandes d. Ä. Sie schlossen sich mit dem ersten von Herzog Julius bestellten Helmstedter Universitätsbuchdrucker und Meister des Holzschnitts, Jacob Lucius d. Ä., zusammen.
Im April 1586 berichten sie dem Herzog von ihrem „grossen Verlag“ und davon, dass sie „die Buchtruckerei in S. F. G. Julius Universitet mit grossen und schweren Kosten verlegt und befürdert“ haben, „wie die ausgebrachten Wercke überflüssig bezeugen“. Und diese sind „in allen vier Faculteten: Theologica, Juridica, Medica und Philosophica … mit elegantibus Typis uff gut papyr dadurch ans Licht gebracht …“
Ludegke Brandes d.Ä., seit 1582 als Buchhändler genannt, war ab 1584 Pächter des Städtischen Buchladens am Markt. Er nahm innerhalb der städtischen Buchhandels-Sozietät schon früh die dominierende Rolle ein und erwarb sich um die neugegründete Universität große Verdienst. Er galt als generöser Förderer der herzoglichen Universitätsdruckerei, die er „als ein hochnotwendig Cleinod und Zierde“ dieser Lehranstalt betrachtete. 
Die Brandes agierten mit ihren Büchern für den akademischen Leserkreis auf den bedeutendsten „internationalen“ Buchhandelsplätzen Deutschlands, so zu Frankfurt/Main, Leipzig und ebenso auf den Messen in Braunschweig, Magdeburg, Wittenberg, Halle, Dresden, Köln etc. Hermann Brandes stand als Buchhändler und Verleger in der Nachfolge seines Vaters und trat als Verleger bis 1605 in Erscheinung. Bis 1610 war er Pächter des Städtischen Buchladens.
Aufgrund der Auslastung der Helmstedter Druckerei war es erforderlich, auswärtige Druck-Werkstätten mit einzubeziehen. Dazu liegen Nachweise aus Magdeburg, Zerbst, Heinrichstadt (Wolfenbüttel), Leipzig und Frankfurt/M. vor.
Die Buchproduktion der Julius-Universität übertraf die aller anderen Städte im heutigen Niedersachsen um ein Vielfaches. Bei den Brandes handelte es sich um die bedeutendsten Buchhändler und Verleger in diesem Gebiet. In den ersten 20 Helmstedter Druckjahren sind etwa 537 Titel mit einer teils über 1.000 Exemplare hinausgehenden Auflage nachweisbar. Als sie im Jahre 1605 im Begriff waren, sich aus dem Buchgeschäft zurückzuziehen, veräußerten sie 32.000 Bücher in einem einzigen Kontrakt – und es gab weitere Bestände.
Hermann Brandes machte sich auf andere Weise um die Universität verdient: als die Herzogliche Papiermühle zu Oker/Harz ihrer Verpflichtung zur Belieferung der Herzoglichen Druckerei zu Helmstedt nicht mehr nachkommen konnte. Hermann Brandes gründete daraufhin 1594 in Räbke eine Papiermühle „Seiner Fürstlich Gnaden Julius-Uniuersitet zu Helmstedt zur Ehren“. 
Dies wiederholte sich 1609 in abgewandelter Form in Salzdahlum bei Wolfenbüttel, und wie es scheint auch nochmals in Räbke. Damit waren wenigstens drei Papiermühlen zeitweilig der Julius-Universität verpflichtet. Entsprechend sind auch eine Anzahl Brandesscher Wappen in verschiedenen Ausgestaltungen als Räbker Wasserzeichen sowie als Existenznachweis des Räbker bzw. Brandesschen Papiergewerks ermittelt und zur Darstellung gebracht.

## Wappen

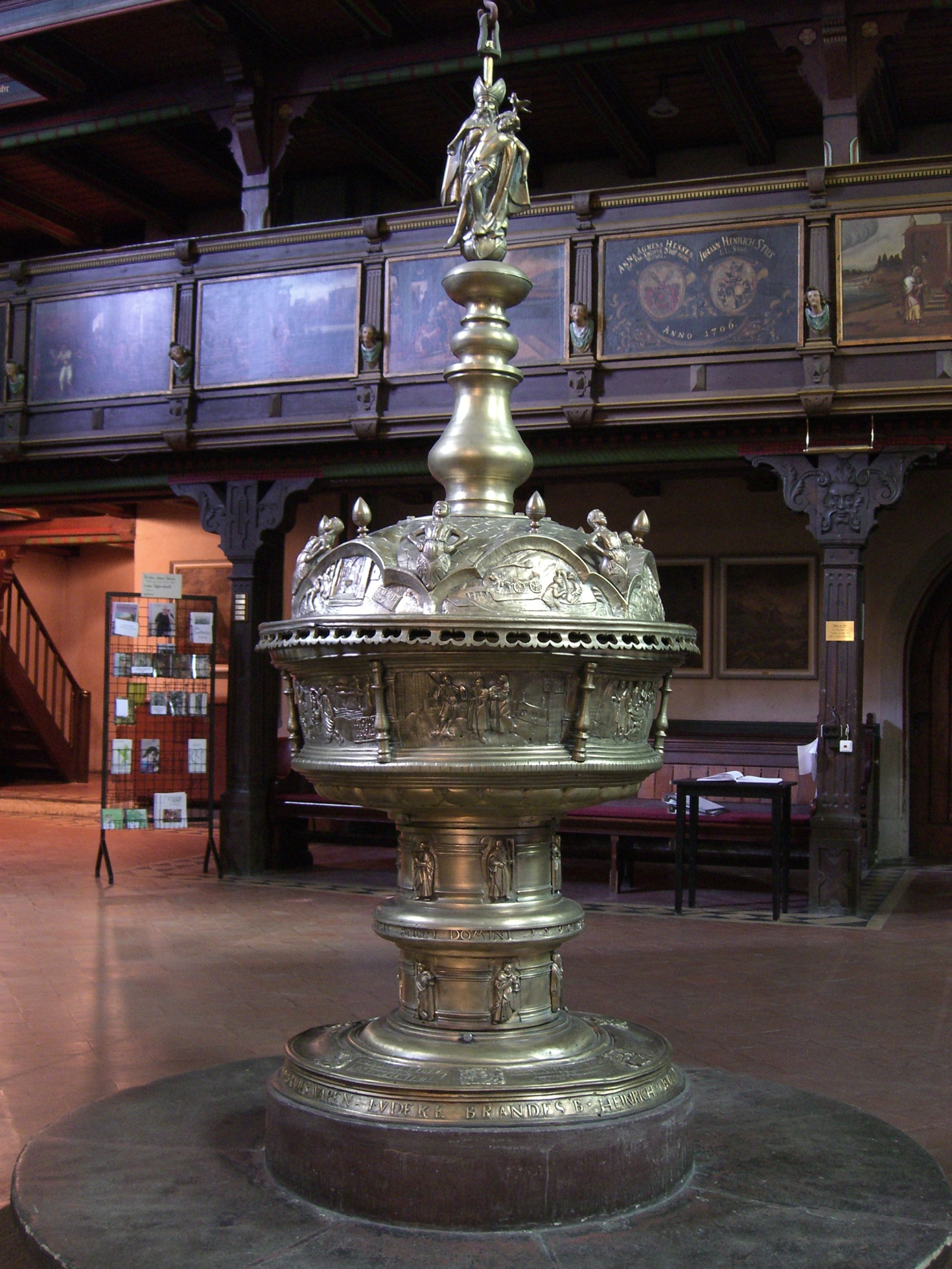
Bronzetaufe von 1590

Die Brandes führten ein „redendes“ Wappen: Als Helmzier wächst aus dem gedachten Brand (bzw. dessen Asche) wieder frisches Grün in Form zweier sich kreuzender, mit je drei endständigen Blättern belaubter Zweige, deren einer eine Knospe aufweist. Das Knorrenkreuz wird meist in Form des Andreaskreuzes dargestellt. Am Beginenhaus allerdings steht es in beiden Fällen aufrecht. Zuweilen wird es auch als Helmzier verwendet, wie am Rohrschen Haus in Helmstedt. Einen weiteren Nachweis stellt die Bronzetaufe von 1590 dar – eine Stiftung des Rats (wenngleich Ludegke Brandes d. Ä. in diesem Jahr – seinem Todesjahr! – ohne Amt war). Unter den fünf Stifternamen befinden sich alle drei Namen (und Wappen) der Buchhandels- und Verlagssozietät, darunter zwei Mitglieder der Familie Brandes.